# Ctenopoma garuanum
Ctenopoma garuanum är en fiskart som först beskrevs av Ahl 1927.  Ctenopoma garuanum ingår i släktet Ctenopoma och familjen Anabantidae. Inga underarter finns listade i Catalogue of Life.